# Bisdom Denpasar
Het bisdom Denpasar (Latijn: Dioecesis Denpasarensis) is een rooms-katholiek bisdom met als zetel Denpasar, hoofdstad van de provincie Bali, in Indonesië. Het bisdom is suffragaan aan het aartsbisdom Ende. 

## Geschiedenis
Het bisdom werd opgericht op 10 juli 1950, als de apostolische prefectuur Denpasar, uit delen van het apostolisch vicariaat Isole della Piccola Sonda. Op 3 januari 1961 werd het verheven tot bisdom. 

## Parochies
Het bisdom had in 2021 een oppervlakte van 25.953 km2 en telde 9.425.352 inwoners waarvan 0,5% rooms-katholiek was.

## Ordinarii

### Prefecten
- Hubertus Hermens (19 juli 1950 - 2 januari 1961)

### Bisschoppen
- Paul Sani Kleden (4 juli 1961 - 17 november 1972)
  - Antoine Hubert Thijssen (apostolisch administrator: 23 februari 1973 - 4 september 1980)
- Vitalis Djebarus (4 september 1980 - 22 september 1998)
- Benyamin Yosef Bria (14 april 2000 - 18 september 2007)
- Silvester Tung Kiem San (22 november 2008 - heden)

## Galerij van afbeeldingen

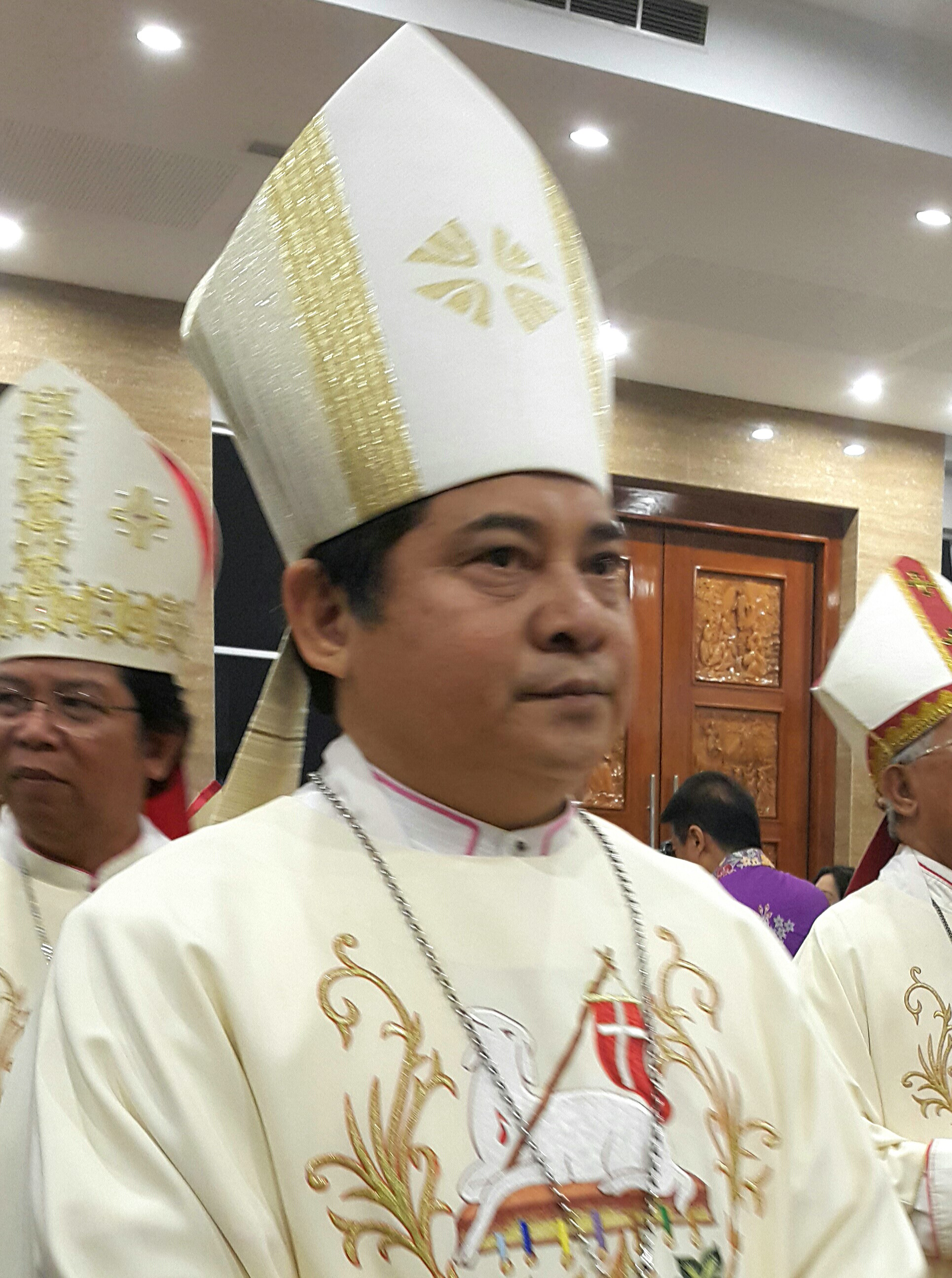
Bisschop Silvester Tung Kiem San (2008-heden)
Kerkprovincie met aartsbisdom en suffragane bisdommen
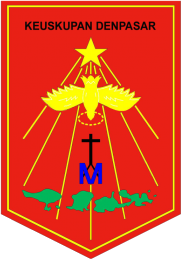
Logo van het bisdom

Ende (aartsbisdom) · Denpasar · Labuan Bajo · Larantuka · Maumere · Ruteng